# 前夜 (アルバム)
『前夜』（ぜんや）は、石川智晶のミニアルバム。2014年3月5日にMATERIAL WORLDから発売された。
石川は2013年に音楽制作ブランド「MATERIAL WORLD」での空き時間を利用して楽曲の制作を決意するが、オリジナルアルバムでは制作に2年程要するため、最終的に自主レーベルでもあるMATERIAL WORLDからミニアルバムとしてリリースする運びとなったという。

## 音楽性
1曲目「青の中の青」は、舞台『戦国BASARA3 宴弐』のテーマソングで、自身がこれまで楽曲を担当した戦国BASARAシリーズの集大成的な曲に仕上がっている。
2曲目「私は想像する」は、昆夏美の1stシングル曲であり、テレビアニメ『銀河機攻隊 マジェスティックプリンス』の前期オープニングテーマをセルフカバーした曲。ファンから石川のセルフカバーを要望する意見が多かったためカバー化を決意したという。原曲では昆の若々しさが表現されていたが、セルフカバー版は大人な雰囲気を表現するためコーラスパートを増やしたりリミックス感を出したという。
3曲目「来世で会いましょう」は、2013年に石川自身が体験したエピソードを基に作成された曲で、物事を始める際は何かを捨てなければならない、ということを唄っている。ちなみにイントロではこれまで石川が『戦国BASARA』シリーズで仏教や般若心経の言葉を散りばめていた様に今作でもラテン語風の言葉を重ねるなど独特の世界観を構築している。
4曲目「Natural」は、石川のパーソナルな部分を表現した暴力的な曲。2014年2月21日に恵比寿act*squareで開催されたディナーショー「来世で会いましょう〜MATERIAL WORLD〜」で初披露されたが、ファンからはNaturalが何のことか分からず質問をされた。しかし石川も述べている通り自分の気持ちを歌詞や曲に闇雲に表現しているため特に深い意味はないという。
5曲目「前夜」は、舞台『戦国BASARA3 宴弐』での石田三成の最期のシーンでの挿入歌。「孤独」をテーマとしたバラードソングで、スタッフから急遽制作を依頼されたため、シナリオと稽古の様子を基に3日で書き上げたという。

## 収録内容
| 全作詞・作曲: 石川智晶。 |                        |           |            |                                                      |      |
| #                        | タイトル               | 作詞      | 作曲・編曲 | 編曲                                                 | 時間 |
| 1.                       | 「青の中の青」         | 石川智晶  | 石川智晶   | 西田マサラ、小倉博和、石川智晶（ベーシックアレンジ） | 5:23 |
| 2.                       | 「私は想像する」       | 石川智晶  | 石川智晶   | Manabu Tsuchiya、石川智晶（ベーシックアレンジ）      | 4:50 |
| 3.                       | 「来世で会いましょう」 | 石川智晶  | 石川智晶   | 西田マサラ、小倉博和、石川智晶（ベーシックアレンジ） | 5:34 |
| 4.                       | 「Natural」            | 石川智晶  | 石川智晶   | 西田マサラ、小倉博和、石川智晶（ベーシックアレンジ） | 5:12 |
| 5.                       | 「前夜」               | 石川智晶  | 石川智晶   | Manabu Tsuchiya、石川智晶（ベーシックアレンジ）      | 5:12 |
| 合計時間:                | 合計時間:              | 合計時間: | 26:11      |                                                      |      |

## チャート
| チャート（2014年）                                 | 最高位 |
| -------------------------------------------------- | ------ |
| オリコン                                           | 52     |
| Billboard JAPAN Top Albums                         | 42     |
| Billboard JAPAN Top Independent Albums and Singles | 8      |